# Donna Vekić
Donna Vekić (n. 28 iunie 1996, Osijek, cantonul Osijek-Baranja, Croația) este o jucătoare profesionistă de tenis din Croația, medaliată cu argint la Jocurile Olimpice de la Paris din 2024. 
Cea mai bună clasare a carierei este  locul 19 mondial, la 4 noiembrie 2019. A câștigat patru titluri la simplu pe Circuitul WTA: Openul din Malaezia din 2014, Nottingham Open din 2017, Courmayeur Ladies Open din 2021 și Monterrey Open 2023. Ea a câștigat, de asemenea, cinci titluri la simplu și un titlu la dublu pe Circuitul ITF. Cea mai bună performanță a ei la un eveniment de simplu de Grand Slam a fost avansarea în semifinale la Wimbledon 2024.

## Legături externe
Materiale media legate de Donna Vekić la Wikimedia Commons
- Donna Vekić la Women's Tennis Association
- Donna Vekić la International Tennis Federation
- Donna Vekić pe site-ul Fed Cup
- en Donna Vekić la Olympedia.org